# John Jay McCarthy

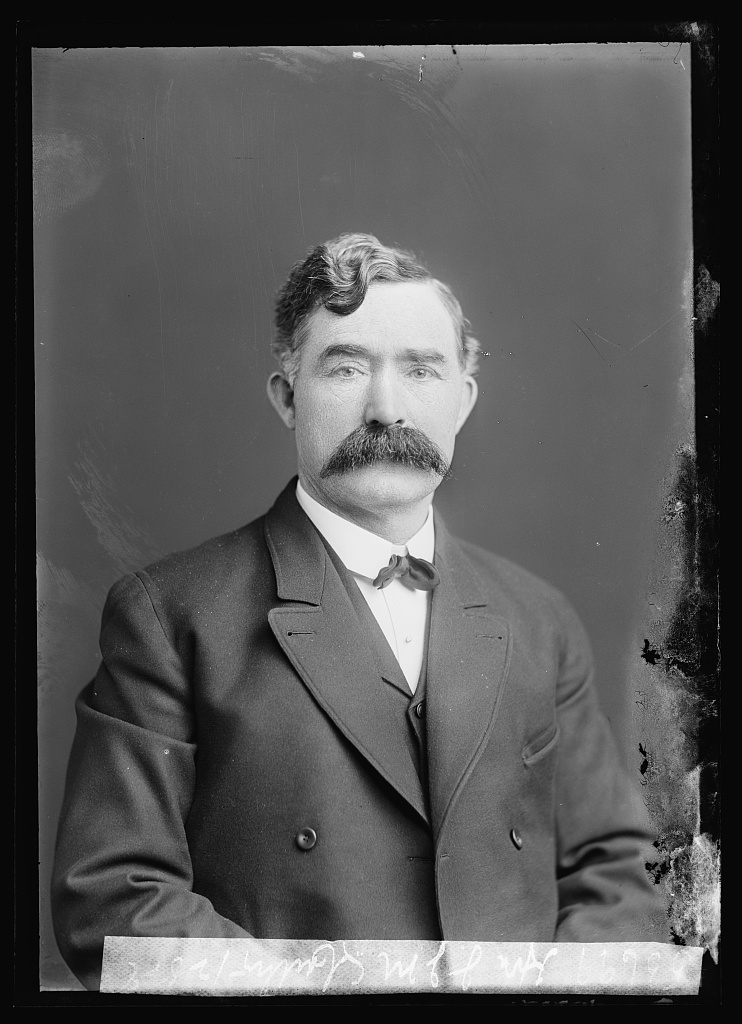
John Jay McCarthy

John Jay McCarthy (* 19. Juli 1857 in Stoughton, Wisconsin; † 30. März 1943 in Ponca, Nebraska) war ein US-amerikanischer Politiker. Zwischen 1903 und 1907 vertrat er den dritten Wahlbezirk des Bundesstaates Nebraska im US-Repräsentantenhaus.

## Werdegang
John McCarthy besuchte die öffentlichen Schulen seiner Heimat und die Albion Academy in seinem Heimatstaat Wisconsin. Im Jahr 1879 zog er nach David City in Nebraska. Nach einem Jurastudium und seiner 1884 erfolgten Zulassung als Rechtsanwalt begann er in Emerson in seinem neuen Beruf zu arbeiten. In den Jahren 1890, 1892 und 1894 wurde er zum Bezirksstaatsanwalt im Dixon County gewählt. McCarthy wurde Mitglied der Republikanischen Partei. Zwischen 1898 und 1900 war er Abgeordneter im Repräsentantenhaus von Nebraska.
1902 wurde John McCarthy im dritten Distrikt von Nebraska in das US-Repräsentantenhaus gewählt. Dort löste er am 4. März 1903 den Demokraten John Seaton Robinson ab, den er bei der Wahl geschlagen hatte. Nach einer Wiederwahl im Jahr 1904 konnte McCarthy sein Mandat im Kongress bis zum 3. März 1907 ausüben. Für die Wahlen des Jahres 1906 wurde er von seiner Partei nicht mehr nominiert. Im Jahr 1912 war er Delegierter zur Republican National Convention. Danach zog er sich aus der Politik zurück. In den folgenden Jahren bis zu seinem Tod im Jahr 1943 arbeitete er als Rechtsanwalt in Ponca.